# Eivind Tangen
Eivind Tangen, norveški rokometaš, * 4. maj 1993.
Z norveško rokometno reprezentanco je sodeloval na svetovnem prvenstvu v rokometu leta 2011.